# Aqif Përmeti
Aqif Përmeti (ur. 28 listopada 1884 w Përmecie, zm. 14 kwietnia 1945 w Tiranie) – albański generał, w latach 1939–1943 minister obrony.

## Życiorys
Kształcił się na akademii wojskowej w Konstantynopolu. W 1915 roku przeprowadził się do Stanów Zjednoczonych, jednak wrócił do Europy, gdzie podczas I wojny światowej dowodził albańsko-amerykańskim batalionem działającym w ramach US Army.
Wrócił do Albanii w 1920 roku, gdzie dołączył do armii, stacjonował na południu kraju. W 1924 roku pełnił funkcję dowódcy żandarmerii w Tiranie; po dojściu Ahmeda Zogu do władzy w tym samym roku opuścił kraj; jednak zdecydował się wrócić, po czym otrzymał dowództwo w Szkodrze.
W 1929 roku zorganizował wydawnictwo wojskowe, a w 1934 roku pracował dla albańskiego Ministerstwa Edukacji. Po włoskiej inwazji na Albanię kontynuował służbę wojskową, jednocześnie od 12 kwietnia 1939 do 28 kwietnia 1943 roku pełnił funkcję ministra obrony. 5 marca 1943 roku został awansowany na generała.
W kwietniu 1945 roku został skazany na śmierć przez władze komunistyczne, wyrok wykonano 13 kwietnia tegoż roku.